# Wringspanning

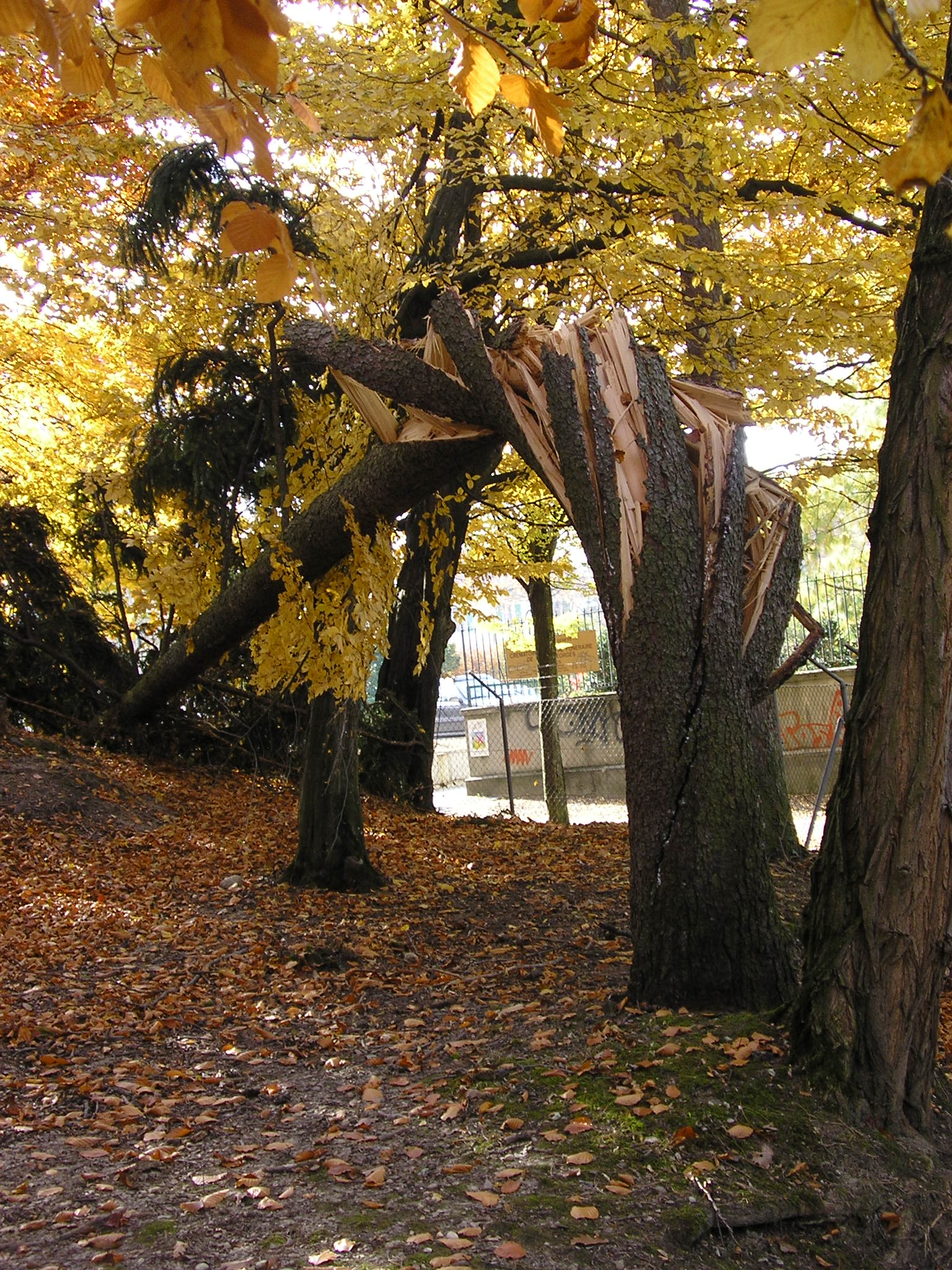
Boom bezweken door een torsiebelasting

Principe van Wringspanning

Wringspanning of torsiespanning is een mechanische spanning die in een voorwerp wordt opgewekt doordat op dat voorwerp een wringend moment wordt uitgeoefend.
Bijvoorbeeld een aandrijfas wordt torderend belast omdat krachten worden overgebracht van een aandrijfmotor naar de aangedreven onderdelen die weerstand bieden aan de aandrijving. Is een aandrijfas niet goed ontworpen, i.e. is de doorsnede niet voldoende of is het gekozen materiaal niet sterk genoeg, dan kan de as breken.
Een eenvoudig voorbeeld, ter illustratie, is een handdoek waarbij men met elke hand de uiteinden van de handdoek beetpakt en deze in een tegenovergestelde draaibeweging opwindt. Een natte handdoek wordt zo uitgewrongen. Men kan zo de kracht voelen die in de handdoek opgewekt wordt.
{\displaystyle \tau _{\mathrm {w} }={\frac {\textrm {wringingsmoment}}{\mathrm {weerstandsmoment\ tegen\ wringing} }}={\frac {M_{\mathrm {w} }}{W_{\mathrm {w} }}}}
Met: 
{\displaystyle W_{\mathrm {w} }={\frac {\pi \,d^{3}}{16}}}

## Wringing (torsie)
- Wringspanning = {\displaystyle {\frac {\textrm {wringendmoment}}{\textrm {polairweerstandsmoment}}}={\frac {M_{\mathrm {w} }}{W_{\mathrm {p} }}}}
- Wringingshoek (in radialen) = {\displaystyle {\frac {\mathrm {wringendmoment\cdot staaflengte} }{\mathrm {polairtraagheidsmoment\cdot glijdingsmodulus} }}={\frac {M_{\mathrm {w} }\,\ell }{I_{\mathrm {p} }\,G}}}
- Wringend moment = {\displaystyle \mathrm {kracht\cdot lengte} =F\,\ell }